# Hvas avneknippe
Hvas Avneknippe (Cladium mariscus) er en plante, som hører til Halvgræs-familien.
Den kan blive op til 3 meter høj, og har glatte stængler og brede skarpe blade, som man nemt kan skære sig på. Bladene bøjer ofte skarpt nedad mod jorden, og de tætpakkede blomsterstande sidder i spidsen af stænglen. Planten findes i moser og sumpe, normalt i basisk vand. Anvendes ofte til tagtrækning, især til dækning af tagryggen.
| Botanik | Spire Denne botanikartikel er en spire som bør udbygges. Du er velkommen til at hjælpe Wikipedia ved at udvide den. |